# Goye di Hône
Le tre goye di Hône (in francese, Trois gouilles de Hône) sono un orrido del torrente Ayasse, nel comune di Hône, in Valle d'Aosta.
Un progetto europeo le ha rese visitabili per un buon tratto mediante una passerella ed un sentiero attrezzato.
Esse costituiscono la prima tappa del "sentiero degli orridi" che unisce i comuni di Pontboset (Orrido di Ratus), Champorcher (Gouilles du Pourtset) e Fontainemore (Gouffre de Guillemore).

## Etimologia
Il termine "goye" è un'alternativa ortografica di "goille", termine del patois valdostano che indica una pozzanghera, simile alla parola del francese valdostano gouille, riscontrabile in altre regioni dello spazio linguistico francoprovenzale come la Svizzera romanda, il Bugey e la Savoia. Questo termine definisce ugualmente una pozza formata da un torrente, con acqua non stagnante. Questo termine, talvolta nella forma diminutiva golille, serve anche a indicare delle vasche nel letto del fiume che presentano un interesse geoturistico per la loro facile leggibilità.

## Descrizione
La forra è lunga oltre un chilometro, tra 440 e 395 metri s.l.m. allo sbocco della Valle di Champorcher verso la valle centrale solcata dalla Dora Baltea, a monte del borgo di Hône.
L'orrido trova la sua ragion d'essere nell'attraversamento di una banda rocciosa particolarmente sana e solida all'interno degli Gneiss minuti della zona Sesia. Mentre a monte dell'orrido il torrente scorre sui detriti di un'enorme deformazione gravitativa (frana lenta e profonda di tutto il versante sinistro), e a valle sbocca nel conoide di Hône, nel tratto dell’orrido invece l'acqua scava la roccia del versante destro che qui affiora sul fondo. Lo stesso corpo roccioso prosegue poi a Nord-Est e va a sostenere la parete che sovrasta la chiesa, la strada regionale e una parte del paese. La roccia è tenace e assai poco fratturata in quanto "risanata", a partire da originarie rocce magmatiche a composizione granitica, durante una speciale deformazione duttile in profondità. Infatti la fascia rocciosa che ora interessa l'orrido quand'era ancora sepolta è stata spinta a scivolare su se stessa per diversi chilometri (trasposizione tettonica) impastandosi con molta acqua in una massa di sottili "straterelli" fitti e ben aderenti. Ora questi livelli affiorano di taglio mostrando striscioline bianche di quarzo (+ albite), alternate a qualche sfumatura grigio-verde di mica-clorite e giallo-verde di epidoto. (Francesco Prinetti)
Il percorso nella forra di Hône, accessibile dalla stradina per Pourcil, è indicato da segnaletica gialla. Nel primo tratto del sentiero si percorre una passerella metallica dalla quale si possono osservare le levigate pareti rocciose attraverso le acque verdi e trasparenti dell'Ayasse. Il percorso risale il corso del torrente passando vicino alle tre goye, chiamate nell'ordine la Goille de Valieta, la Goille de la Teua (= della marmitta, cioè "scavata") e la Goille dou Breh (= della culla) in patois hônois.. All'altezza del secondo belvedere attrezzato, in cui un pannello spiega le caratteristiche geologiche delle goye, è possibile scendere sul greto del torrente e passeggiare brevemente sulla roccia sana e compatta, con poco detrito e senza fratture.
Le rocce del letto dell'Ayasse si presentano come una fantasmagoria di striscioline bianche e verdine.
Secondo il geologo Francesco Prinetti si tratta di antichi assemblaggi profondi a quarzo e giadeite parzialmente retrocessi nella risalita in superficie, ossia il prodotto della trasformazione di parti di crosta continentale (sedimenti, graniti) trascinati a grande profondità (almeno 60 km) nel corso di processi di sovrapposizione fra placche litosferiche. La sovrapposizione di due placche o di loro parti è il processo che crea le catene di montagne in tutto il mondo. Infatti sulla superficie terrestre il movimento reciproco delle placche, quando è convergente, fa accavallare i bordi, ispessire la crosta e quindi elevare di quota la superficie stessa. Ma fa anche giungere le rocce crostali a maggiori profondità, che poi alquanto misteriosamente risalgono all’affioramento.
La geometria di questo affioramento in sottili e regolari strati paralleli nel letto del torrente Ayasse è dovuta alla notevole disponibilità di fluidi durante la risalita in superficie. Tali fluidi derivavano probabilmente dalle vicine rocce oceaniche intrise d'acqua che ora sono esposte poco più a monte nella stessa vallata. Questa sorta di impasto acquoso ha facilitato la creazione di forme filanti e complesse come quelle delle tre goye.

## Galleria d'immagini

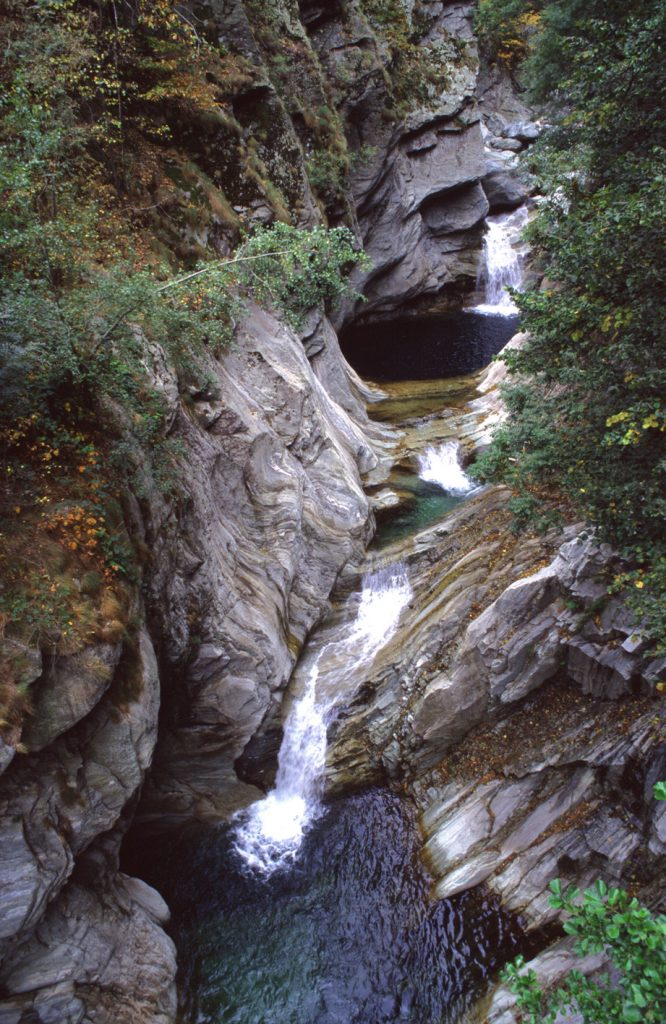
La prima goya dalla passerella.
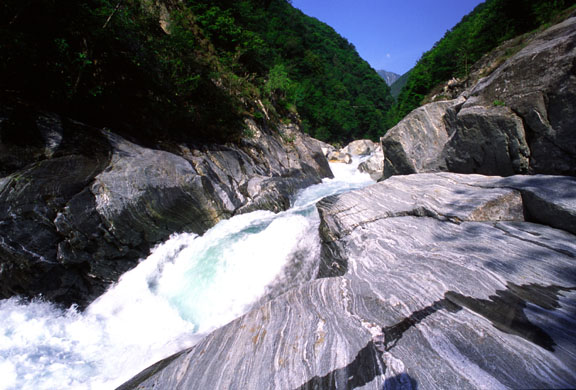
I piani di foliazione metamorfica della roccia nel letto dell'Ayasse sono tagliati perpendicolarmente, la roccia e l'acqua sembrano scorrere lungo le medesime linee di forza.
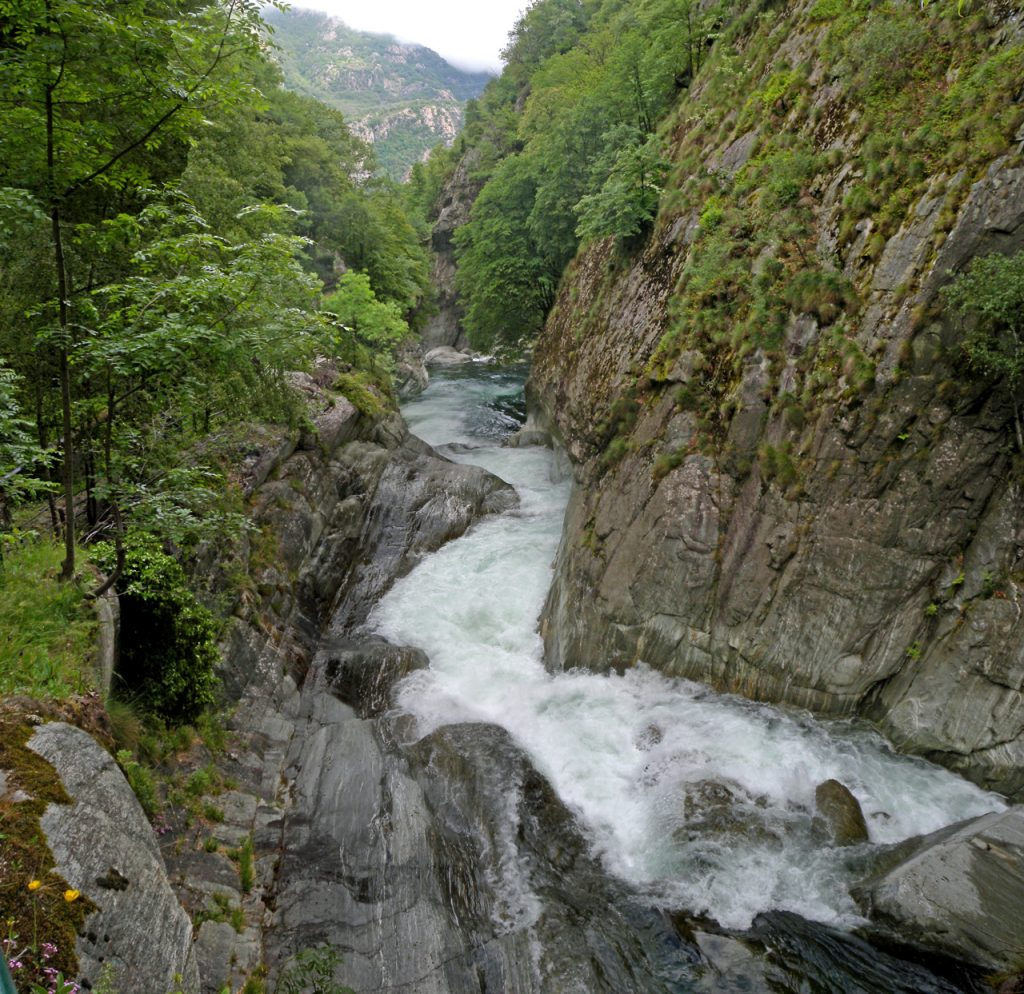
Tratto centrale del percorso.
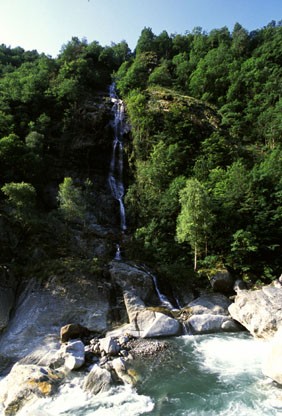
La terza goya riceve un affluente a cascatella.

L'orrido di Hône è censito nel Catasto dell'Associazione Italiana Canyoning per la pratica del canyoning.